# Nonghed
Nonghed o Nonghet es un distrito de la provincia de Xiangkhoang, Laos. A 1 de julio de 2020 tenía una población censada de 41 002 habitantes.
Se encuentra ubicado en la zona montañosa del noreste del país, cerca del río Nam Ngum —un afluente del Mekong— y de la frontera con Vietnam.